# Panurgica fratercula
Panurgica fratercula es una especie de mantis de la familia Hymenopodidae.

## Distribución geográfica
Se encuentra en Ghana y Liberia.